# Tabachni
Tabachni (del ruso: Табачный) es un pueblo (posiólok) del raión de Maikop en la república de Adiguesia de Rusia. Está 8 km al oeste de Tulski y 6 km al sur de Maikop, la capital de la república. Tenía 1 760 habitantes en 2010
Pertenece al municipio de Krasnooktiabrski.